# Condé (La Réunion)
Pour les articles homonymes, voir Condé.
 (décembre 2014).
Si vous disposez d'ouvrages ou d'articles de référence ou si vous connaissez des sites web de qualité traitant du thème abordé ici, merci de compléter l'article en donnant les références utiles à sa vérifiabilité et en les liant à la section « Notes et références ».
Condé est un quartier de Saint-Pierre, à La Réunion. Situé au nord de la commune, il est limité à l'extrême nord par la ligne des 400, qui sépare le territoire communal de celui du Tampon.
Condé est toujours un quartier rural. Cependant il devrait accueillir plusieurs opérations de logements sociaux à proximité de ceux déjà existants, ainsi qu'un nouveau groupe scolaire.